# Гачище
Гачище (також — Гачиця) — колишнє село у Овруцькій міській раді Овруцького району Житомирської області Української РСР.

## Історія
Наприкінці 19 століття — передмістя Овруча. Входило до православної парафії Преображення Господнього в Овручі.
На обліку з 1926 року як передмістя Овруча. Станом на 1 вересня 1946 року значилося в підпорядкуванні Овруцької міської ради Овруцького району Житомирської області.
1 серпня 1971 року включене до меж міста Овруч.